# Sankt Pouls Kirke
 For alternative betydninger, se Sankt Pauls Kirke. (Se også artikler, som begynder med Sankt Pauls Kirke)
Sankt Pouls Kirke er en enligt beliggende kirke nær bebyggelsen Povlsker 4 km nord for Dueodde på Bornholm.

## Skakbrætsten
I karmen på kirkens sydportal - inde i våbenhuset - findes en skakbrætsten, den eneste i Danmark udenfor det nordlige Jylland, hvor de findes i et halvt hundrede kirker. Stenen er 80 cm høj og viser tydeligt et skakbræt med det rigtige antal felter (8 * 8) og et komplet Backgammon-bræt. Denne kombination af to spillebrætter gør stenen enestående og er et argument for, at skakbrætstenene har været stenhuggernes spilleborde, i modsætning til de teorier, der tillægger selve ternmønsteret forskellige betydninger.
Stenen i Sankt Pouls Kirke er desuden en af de få skakbrætsten i Danmark, der sidder på et yderhjørne, så man kan se to sider af den og konstatere, at der kun er mønster på den ene side. Det harmonerer med, at stenen har været spillebord, for så var der ingen grund til at lave mønster ned ad siderne. Hvis mønstrets formål derimod var kultisk, politisk eller fagligt, ville det vel tjene formålet endnu bedre at lave mønster på begge de synlige sider.

## Billedgalleri
- Klokketårnet
- Prædikestolen
- Orglet
- Døbefont
- Kirkeskibet med skibsmodel
- Skakbrætstenen